# Люмкис, Арон Израилевич
Арон Израилевич Люмкис (1904, Животово, Таращанский уезд, Киевская губерния — 1988, Москва) — живописец.
Создал в 1960-х полотно «Реквием», посвященное жертвам Холокоста.
Учился на курсах живописи при ВХУТЕИНе и в изостудии при АХРР (Ассоциация художников революционной России) в 1922—1930-м годах.
Его учителем был признанный мастер живописи — Илья Машков.